# Henry Lygon (4e comte Beauchamp)
Henry Beauchamp Lygon, 4e comte Beauchamp (5 janvier 1784 - 8 septembre 1863), est un homme politique et un officier de l'armée britannique. 

## Jeunesse
Il est le troisième fils de William Lygon (1er comte Beauchamp), et de son épouse Catharine, la seule fille de James Denn. Son frère cadet, Edward Pyndar Lygon, est également général. 

## Carrière militaire
Il fait ses études à la Westminster School et à la Christ Church d'Oxford et entre dans l'armée britannique en 1803 comme cornet dans le 13th Dragoons. Fait capitaine dans le 16th The Queen's Lancers, Beauchamp sert avec le régiment pendant la Guerre d'indépendance espagnole de 1809 jusqu'à sa fin en 1814. Il participe à la première bataille de Porto puis à la bataille de Talavera. Après la Bataille de la Côa en 1810, il est blessé lors de la Bataille de Buçaco. Il est promu major dans les 1st Life Guards en 1815, major-général en 1837 et reçoit à vie le poste de colonel des 10th Royal Hussars en 1843. Trois ans plus tard, il devient lieutenant-général et enfin général en 1853. 

## Carrière politique
Outre sa carrière militaire, Beauchamp entre également à la Chambre des communes britannique en 1816, siégeant comme député de Worcestershire jusqu'en 1831. Il est également sous-lieutenant du comté. Il est réélu pour la circonscription nouvellement établie de West Worcestershire en 1832, occupant le siège jusqu'en 1853. Cette année-là, il succède à son frère aîné John dans le comté et prend place à la Chambre des lords. 

## Famille
Lord Beauchamp épouse Susan Caroline, deuxième fille de William Eliot (2e comte de St Germans), en 1824. Ils ont trois fils et trois filles. Lady Susan est décédée en janvier 1835, à l'âge de 37 ans. Lord Beauchamp est resté veuf jusqu'à sa mort en septembre 1863, à l'âge de 79 ans. Son fils Henry Lygon (5e comte Beauchamp) lui succède. 